# Saison 2015 des Red Sox de Boston
La saison 2015 des Red Sox de Boston est la 115e saison en Ligue majeure de baseball pour cette franchise.
Les problèmes sont multiples pour les Red Sox en 2015. Les nouveaux venus Pablo Sandoval et Hanley Ramírez, engagés à fort prix avant la saison, connaissent une première année misérable à Boston,. Une rotation renouvelée de lanceurs partants, bâtie sans numéro un établi, éprouve de constantes difficultés et clôt l'année avec la 3e pire moyenne de points mérités sur les 15 clubs de la Ligue américaine, tandis que le groupe de releveurs est 26e sur 30 équipes des majeures à ce chapitre. Le malheur touche le club à un autre niveau lorsque le gérant John Farrell s'absente pour raison de maladie. Boston termine dernier de la division Est de la Ligue américaine pour la deuxième année de suite et la troisième fois en quatre ans avec une fiche de 78 victoires contre 84 défaites, une amélioration de 7 victoires sur 2014 mais tout de même une seconde campagne perdante de suite après leur conquête du titre en 2013. Cette décevante saison laisse cependant entrevoir de meilleurs jours en 2016 car les Sox ont 34 victoires contre 26 défaites à leurs 60 derniers matchs de 2015 et les jeunes talents que sont Mookie Betts, Jackie Bradley, Rusney Castillo, Henry Owens, Eduardo Rodríguez et Travis Shaw font leur premier tour de piste, alors que Xander Bogaerts gagne un Bâton d'argent à sa deuxième saison complète.
L'année 2015 est aussi marquée de changements majeurs dans l'équipe de direction : Dave Dombrowski arrive de Détroit pour prendre le poste de président des Red Sox, et Mike Hazen devient durant l'été le nouveau directeur général.

## Contexte
Après avoir terminé derniers de leur division en 2012 puis remporté la Série mondiale 2013, les Red Sox retombent en 2014 au dernier échelon de la section Est de la Ligue américaine. Ils encaissent 26 défaites de plus que la saison précédente, profitent de leur déroute pour échanger de nombreux joueurs, et complètent l'année avec 71 victoires contre 91 revers.

## Intersaison
Les Red Sox frappent deux grands coups le 25 novembre 2014 en attirant dans leur giron deux des agents libres les plus convoités de l'intersaison. Moins d'un mois après avoir remporté la Série mondiale 2014 avec les Giants de San Francisco, le joueur de troisième but étoile Pablo Sandoval accepte l'offre généreuse de 95 millions de dollars pour 5 saisons qui lui est faite par Boston. Il rejoint le club en même temps que son ancien rival des Dodgers de Los Angeles Hanley Ramírez : l'arrêt-court devenu joueur de troisième but, que les Red Sox prévoient faire jouer au champ gauche en 2015, signe un contrat de 88 millions de dollars pour 4 ans.
Les Red Sox sont désireux de rapatrier le lanceur partant gaucher Jon Lester, qui évoluait à Boston depuis ses débuts en 2006 avant d'être échangé en juillet 2014 aux Athletics d'Oakland. Mais l'as lanceur devenu agent libre renonce finalement à un retour à son ancien club et accepte l'invitation à rejoindre les Cubs de Chicago. Le receveur substitut David Ross profite aussi du marché des joueurs autonomes pour quitter les Sox et rejoindre Lester chez les Cubs.
La solution semblant trouvée, en Sandoval et Ramírez, pour redresser l'offensive anémique de 2014, les Red Sox reconstruisent ensuite presque entièrement leur rotation de lanceurs partants en une journée. Les 11 et 12 décembre 2014, pour conclure des assises d'hiver où Jon Lester leur a filé entre les doigts, ils attirent trois partants. Le droitier Justin Masterson, qui a partagé la saison précédente entre Cleveland et Saint-Louis, revient sur un contrat d'un an à Boston, où il avait en 2008 amorcé sa carrière. Le voltigeur Yoenis Céspedes, acquis d'Oakland dans l'échange de Lester, est avec le lanceur droitier Alex Wilson et le gaucher Gabe Speier transféré aux Tigers de Détroit en échange du partant droitier Rick Porcello. Le gaucher Wade Miley est acquis des Diamondbacks de l'Arizona en retour des lanceurs droitiers Allen Webster et Rubby De La Rosa ainsi que du joueur d'arrêt-court Raymel Flores. Le droitier Zeke Spruill, qui a lancé quelques matchs comme partant et comme lanceur de relève pour Arizona, est transféré à Boston dans une autre transaction, en échange de Myles Smith, un artilleur droitier évoluant en ligues mineures.
Du côté de l'enclos de releveurs, le droitier Anthony Varvaro est obtenu des Braves d'Atlanta le 17 décembre pour le lanceur droitier des ligues mineures Aaron Kurcz. Le 19 décembre, les Red Sox renouvellent pour une saison le contrat du releveur gaucher Craig Breslow, devenu agent libre.
Le 19 décembre 2014, le troisième but Will Middlebrooks est échangé aux Padres de San Diego contre le receveur Ryan Hanigan.
Le 27 janvier 2015, les Red Sox échangent le jeune lanceur droitier Anthony Ranaudo aux Rangers du Texas contre le lanceur gaucher Robbie Ross.

## Calendrier pré-saison
L'entraînement de printemps 2015 des Red Sox se déroule du 3 mars au 4 avril.

## Saison régulière
La saison régulière de 162 matchs des Red Sox débute le 6 avril par une visite aux Phillies de Philadelphie et se termine le 4 octobre suivant. Le match d'ouverture local à Fenway Park est joué le 13 avril contre les Nationals de Washington.

### Classement
| Ligue américaine division Est | V  | D  | %    | Diff. | Diff. (séries) |
| ----------------------------- | -- | -- | ---- | ----- | -------------- |
| Blue Jays de Toronto          | 93 | 69 | ,574 | -     | -              |
| Yankees de New York           | 87 | 75 | ,537 | 6     | +1             |
| Orioles de Baltimore          | 81 | 81 | ,500 | 12    | 5              |
| Rays de Tampa Bay             | 80 | 82 | ,494 | 13    | 6              |
| Red Sox de Boston             | 78 | 84 | ,481 | 15    | 8              |

### Avril
- 6 avril : Le lanceur droitier Rick Porcello, qui doit devenir agent libre après la saison 2015, signe une prolongation de contrat de 82,5 millions de dollars pour 4 ans avec les Red Sox, à qui il se retrouve lié jusqu'en 2019[28].

### Mai
- 7 mai : Les Red Sox congédient leur instructeur des lanceurs, Juan Nieves[29].

### Août
- 14 août : Les Red Sox annoncent que le gérant John Farrell doit être traité pour un lymphome et que l'instructeur Torey Lovullo dirigera l'équipe pour le reste de la saison[6].
- 15 août : Les Red Sox écrasent les Mariners de Seattle 22-10 à Boston. Jackie Bradley, Jr., des Red Sox, récolte 7 points produits[30] et devient le plus jeune joueur depuis Larry Twitchell en 1889 à réussir 5 coups sûrs de plus d'un but dans un même match[31].

### Septembre
- 12 septembre : David Ortiz, des Red Sox, devient le 27e joueur de l'histoire des majeures à réussir 500 circuits en carrière[32].

## Affiliations en ligues mineures
| Niveau            | Équipe               | Ligue                   |
| ----------------- | -------------------- | ----------------------- |
| AAA               | Red Sox de Pawtucket | Ligue internationale    |
| AA                | Sea Dogs de Portland | Eastern League          |
| A-Advanced        | Red Sox de Salem     | Carolina League         |
| A                 | Drive de Greenville  | South Atlantic League   |
| A (saison courte) | Spinners de Lowell   | New York-Penn League    |
| Ligue des recrues | GCL Red Sox          | Gulf Coast League       |
| Ligue des recrues | DSL Red Sox          | Dominican Summer League |